# Sandrinha e a Garotada vol. 6
Sandrinha e a Garotada vol. 6 é o sexto álbum de estúdio infantil da cantora Sandrinha, gravado em 2012, pela gravadora Graça Music, produzido pelo produtor Paulo César Baruk. O álbum infantil contém 11 Faixas.